# Вулиця Полковника Гегечкорі
Ву́лиця Полковника Гегечкорі — одна з вулиць Кременчука. Протяжність близько 1200 метрів.

## Розташування
Вулиця розташована в центральній частині міста. Починається з берега Дніпра та прямує на північний схід, де входить у вул. Шевченка.
Проходить через такі вулиці (з початку до кінця):
- Богдана Хмельницького
- Небесної Сотні

## Походження назви
Вулиця названа на честь полковника Збройних сил України Олега Гегечкорі.

## Будівлі та об'єкти
- Буд. № 34 — шкірно-венерологічний диспансер[2].
- Буд. № 4 — відділення зв'язку № 5[3].

## Історія

### XVIII століття
Вулиця була закладена у 1774 р. відповідно першого регулярного плану міста від садиби військового шпиталю на сучасній вулиці Богдана Хмельницького до міського кордону, що проходив по сучасній вулиці Небесної Сотні. У 1805 р. на місці шпиталю будують тюремний замок, від якого і починається вулиця, яка невдовзі отримує назву Весела. Вона збільшується разом із ростом міста, і вже у першій половині ХІХ ст. досягає берега Кривої Руди. У цей час вулиця забудовується переважно одноповерховими мазанками, у яких мешкали бідні міщани, робітники солдати.
Були на Веселій вулиці й дешеві трактири, шинки та публічні будинки. 

### ХІХ століття
У другій половині ХІХ ст. на вулиці з’являються промислові підприємства. І. Немець будує паровий млин, який з часом стане найбільшим у місті борошномельним товариством «І. Немець та сини». Працювало на млині близько 100 людей. У 1913 році на базі підприємства виникає «Південно-Руське борошномельної та лісопильної справи акціонерне товариство», де працювало вже понад 200 людей.

## Факти
- Раніше на вулиці знаходились кабаки, трактири та публічний будинок[1].